# Venrock

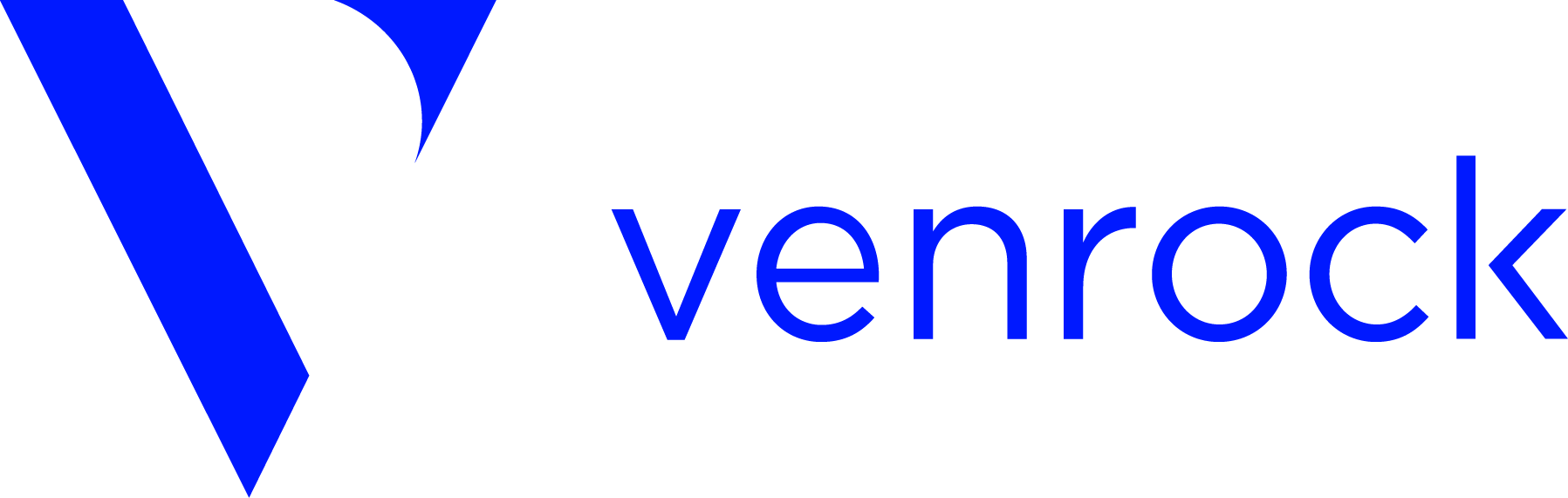
Logo von Venrock

Venrock, eine Kombination aus „Venture“ und „Rockefeller“, ist eine 1969 gegründete Risikokapitalgesellschaft, die auf den Investitionsaktivitäten der Familie Rockefeller aufbaut, die ihren Ursprung in den späten 1930er Jahren hat. Sie hat Büros in Palo Alto, Kalifornien, New York City und Boston, Massachusetts.

## Geschichte
Der Risikokapitalgeber Laurance S. Rockefeller (1910–2004) war das vierte der sechs Kinder von John D. Rockefeller, Jr. Im Januar 1946 gründete er die Rockefeller Brothers, Inc., eine der ersten Risikokapitalgesellschaften der Nachkriegszeit, die mit einem Startkapital von 1,5 Millionen Dollar begann. Insgesamt gab es acht Partner, die fünf Brüder und ihre Schwester Abby sowie zwei Nicht-Familienmitglieder, Harper Woodward und den MIT-Wissenschaftler Ted Walkowicz. 1969 wurde die Firma unter dem Namen Venrock bekannt. Laurance S. Rockefeller konzentrierte seine Investments auf Unternehmen, die auf Wissenschaft und Technologie basieren. Seine Investitionsinteressen umfassten die Bereiche Luft- und Raumfahrt, Elektronik, Verbundwerkstoffe, Optik, Laser, Datenverarbeitung, Thermionik und Kernenergie.
Venrock schloss seinen siebten Fonds im Juli 2014 mit 8 Partnern und seinen achten Fonds im Januar 2017 mit 15 Partnern, jeweils mit einem Gesamtbetrag von 450 Millionen Dollar.

## Beteiligungen
Zu den von Venrock finanzierten Unternehmen gehören beispielsweise: Intel, Apple, Check Point Software, DoubleClick.